# Witzeeze
Witzeeze è un comune di 898 abitanti dello Schleswig-Holstein, in Germania.
Appartiene al circondario (Kreis) del Ducato di Lauenburg (targa RZ) ed è parte della comunità amministrativa (Amt) di Büchen.